# Faubourg Saint-Laurent
Le Faubourg Saint-Laurent est un quartier de Montréal. Il fait partie de l'arrondissement Ville-Marie.
Il s'est développé comme faubourg à l'est du chemin de Saint-Laurent (qui menait à la paroisse de Saint-Laurent), au nord de la ville fortifiée.

## Situation
Autrefois, il était délimité à l'est par la rue Saint-Denis, au sud par la rue Saint-Antoine, à l'ouest par le boulevard Saint-Laurent et au nord par le boulevard René-Lévesque.
Actuellement, il est délimité à l'est par la rue Atateken, au sud par la rue Saint-Antoine, à l'ouest par le boulevard Robert-Bourassa et au nord par la rue Sherbrooke.

## Organisation
Aujourd'hui, la Corporation de Développement Urbain (CDU) du Faubourg Saint-Laurent est un organisme à but non lucratif qui regroupe des commerçants et des institutions du domaine de la santé, de l’éducation et de la culture.
Et la table de concertation du faubourg Saint-Laurent (TCFSL) est une table de quartier réunissant les citoyens et les acteurs du milieu autour des enjeux sociaux et économiques de ce quartier.
La table de concertation du faubourg Saint-Laurent organise le marché faubourg Saint-Laurent.
« Faubourg Saint-Laurent » est également le nom d'un immeuble à condos. Il est situé au nord du boulevard René-Lévesque, à l'est du boulevard Saint-Laurent.